# Klassiek Gymnasium van Sint-Petersburg
Het Klassiek Gymnasium van Sint-Petersburg (No. 610; Russisch: Санкт-Петербургская классическая гимназия № 610) is een gymnasium in Sint-Petersburg. De school is opgericht in 1989 en heeft elf jaarlagen en momenteel 16 klassen.
Het Klassiek Gymnasium van Sint-Petersburg had een jaarlijkse uitwisseling met het Gymnasium Apeldoorn.